# Triumph (Schiff)
Die Triumph (1907) war ein kanadischer Trawler, der am 20. August 1918 von dem deutschen U-Boot U 156 gekapert wurde und fünf Tage lang mit einer deutschen Prisenbesatzung erfolgreich als Fischdampferfalle vor der kanadischen Ostküste operierte.

## Technische Daten
Die Triumph lief 1907 auf der Werft von Charlton & Doughton in Grimsby (England) vom Stapel und wurde von der kanadischen British Columbia Fisheries bereedert. Ihre Größe betrug 239 BRT mit ca. 500 Tonnen Tragfähigkeit. Über die Maschinenleistung und Geschwindigkeit liegen keine Angaben vor.

## Einsatz als Hilfskreuzer
Am 20. August 1918 wurde das Boot von U 156 südwestlich von Cap Canso (Kap-Breton-Insel) vor der kanadischen Küste als Prise genommen und zum Hilfskreuzer ausgerüstet. Hierzu erhielt der Fischdampfer die zwei mitgeführten 8,8-cm-Geschütze und eine Besatzung von 16 ebenfalls für diese Aufgabe mitgebrachten Mann. Nachdem das Boot offenbar acht britische bzw. kanadische Fischdampfer versenkt hatte, wurde es am 25. August 1918 durch seine Prisenbesatzung selbstversenkt.